# Viharlovagok
A Viharlovagok (eredeti cím: The Finest Hours) 2016-ban bemutatott amerikai thriller, amelyet Craig Gillespie rendezett.
A forgatókönyvet Scott Silver, Paul Tamasy és Eric Johnson írták. A producerei Jim Whitaker és Dorothy Aufiero. A főszerepekben Chris Pine, Casey Affleck, Ben Foster, Holliday Grainger, John Ortiz és Eric Bana láthatóak. A zeneszerzője Carter Burwell. A tévéfilm gyártója a Walt Disney Pictures, a Whitaker Entertainment és Red Hawk Entertainment, forgalmazója a Walt Disney Studios Motion Pictures.
Amerikában 2016. január 29-én mutatták be a mozikban, Magyarországon 2016. október 10-én mutatta be a Cinemax.

## Szereplők
| Szereplő              | Színész               | Magyar hang      |
| --------------------- | --------------------- | ---------------- |
| Bernie Webber         | Chris Pine            | Miller Zoltán    |
| Ray Sybert            | Casey Affleck         | Simonyi Balázs   |
| Miriam Webber         | Holliday Grainger     | Szilágyi Csenge  |
| Richard Livesey       | Ben Foster            | Géczi Zoltán     |
| Daniel Cluff          | Eric Bana             | Viczián Ottó     |
| Frank Fauteux         | Graham McTavish       | Borbiczki Ferenc |
| Andy Fitzgerald       | Kyle Gallner          | Hamvas Dániel    |
| D.A. Brown            | Michael Raymond-James | Király Attila    |
| Ervin Maske           | John Magaro           | Ágoston Péter    |
| George 'Tökmag' Myers | Abraham Benrubi       | Hajdu Steve      |
| Eldon Hanan           | Keiynan Lonsdale      | Fülöp Áron       |
| Wallace Quirey        | John Ortiz            | Nagypál Gábor    |
| Mel Gouthro           | Beau Knapp            | Varju Kálmán     |
| Tchuda Southerland    | Josh Stewart          | Horváth Illés    |
| Bea Hansen            | Rachel Brosnahan      | Szabó Emília     |
| Carl Nickerson        | Matthew Maher         | Elek Ferenc      |
| Donald Bangs          | Benjamin Koldyke      | Sarádi Zsolt     |
| Domingo Garcia        | Jesse Gabbard         | Rada Bálint      |
| John Stello           | Alexander Cook        | Fazekas István   |
| Dave Ryder            | Danny Connelly        | Tóth Zoltán      |
| Catherine Paine       | Angela Hope Smith     | Eke Angéla       |